# Aprilia SX
Con la sigla SX la casa motociclistica Aprilia ha presentato e prodotto motociclette appartenenti alla categoria supermotard. Si tratta quindi di prodotti esteticamente simili alle versioni enduro equipaggiate tuttavia con ruote, pneumatici e impianto frenante adattati all'uso su piste asfaltate e più in generale alle strade.

## Aprilia SX 50
La  SX 50 è la versione della serie SX con minor cilindrata. In base alla cubatura è classificata come ciclomotore anche se a livello estetico si riconduce alle versioni più potenti (SX 125 e SXV 450 e 550). Monta infatti parafango, mascherina e altre componenti simili o identiche agli altri modelli.
La SX 50 è stata introdotta nel 2006 con il fine di sostituire il modello Aprilia MX 50 da cui differisce sia per il motore sia per la componente ciclistica.
Il propulsore è il blocco Derbi D50B0, monocilindrico a due tempi con aspirazione lamellare, dal peso che si attesta sui 15 kg, raffreddato a liquido con tanto di ventilatore.
La scatola dell'aria è posta sotto la sella ed è collegata al carburatore da 17,5 mm, il sistema d'avviamento è a pedale (kick starter), il sistema di scarico è in acciaio inossidabile e per alcune versioni sul collettore di scarico è applicato un catalizzatore.
La gommatura si allinea alla dotazione comune dei supermotard di piccola cilindrata: all'anteriore la SX 50 monta pneumatici Vee Rubber 100/80 R17 e al posteriore 130/70 R17 con cerchioni raggiati (dipinti in nero lucido a partire dalla versione 2009/2010) e canale in alluminio da 2.50 R17 rispettivamente 3.50 R17.
Particolarmente rilevante su questo modello è il diametro del disco del freno anteriore pari a 300 mm, superiore alla media. La pinza del freno anteriore è flottante a doppio pistoncino mentre il disco posteriore, dal diametro di 180 mm, è equipaggiato con una pinza a due pistoncini contrapposti.
Il modello del 2006 si presenta con doppi fari di testa e grafiche aventi come tema il profilo di un leone in rosso su sfondo nero, la sella è invece completamente nera.
A partire dal 2008 la sella è stata rivestita in rosso, così come il parafango che da nero diventa anch'esso rosso brillante e altri piccoli aggiornamenti nelle grafiche.
Con il modello 2010 (2009 su alcuni mercati) è stata introdotta una nuova mascherina (abbandonati i fari sdoppiati che la caratterizzavano) e un nuovo parafango mentre le grafiche hanno subito una sostanziale semplificazione (eliminazione dell'animale stilizzato e concretizzazione delle linee).
La nuova mascherina oltre alla lampadina abbagliante/anabbagliante HS1 monta negli angoli una coppia di lampadine per le luci di posizione.
La sella è rimasta rossa così come invariati sono rimasti tutti gli altri principali componenti, fatta eccezione per lo specchietto retrovisore e le frecce.
Inoltre, in fabbrica sono ora montati anche paramani Derbi, precedentemente non forniti.
Il modello restilizzato è aggiornato alla normativa Euro 3 e abbandona le forcelle Marzocchi a favore delle Kayaba di medesimo diametro (40 mm).

## Aprilia SX 125
L'Aprilia SX 125 è la versione di cilindrata maggiore ed è stata prodotta dal 2007 fino al 2013.
Questo modello a differenza del precedente ha una livrea completamente ridisegnata, in modo da avvicinarla alle "SXV", mentre meccanicamente adotta nuove soluzioni per il rispetto della più severa normativa antinquinamento (Euro 3) e non usa più un disco frenante maggiorato rispetto alla RX. La potenza della moto nella versione a potenza libera si aggira intorno ai 16 kW.
Dal 2018 è disponibile la nuova generazione con il motore a quattro tempi.